# 展毓
展毓（1425年—1469年），字鍾秀，陝西岐山縣人，驍騎右衛籍，明朝政治人物。進士出身。

## 生平
順天府鄉試第一百五十二名。天順元年（1457年）丁丑科進士。官河南道監察御史。

## 家族
其先本姓崔。祖父崔興出婿於展家，遂姓展。父展斌。